# Церковь Сан-Барнаба (Венеция)
Церковь Сан-Барнаба (итал. San Barnaba) — римско-католический храм в Венеции, освящённый в честь апостола Святого Варнавы. Расположен на одноимённой площади в сестиере (районе) Дорсодуро, недалеко от дворца Ка-Реццонико и Понте-деи-Пуньи («Моста кулаков»).

## История
По преданию церковь была основана в 936 году семьей Адорни. На самом деле здание было построено на месте предыдущей церкви Сан-Лоренцо, датируемой началом IX века. Неясно, когда храм стал приходским: вероятно, вскоре после своего основания или, возможно, в XI веке, в период, когда формировалась церковная организация города.
Из-за многочисленных пожаров церковь претерпела несколько реконструкций, пока не была освящена 6 декабря 1350 года епископом Суды с разрешения епископа Кастелло Николо Морозини. Свой нынешний облик здание приобрело в 1779 году, когда были завершены работы по реконструкции, начатые в 1749 году по проекту Лоренцо Боскетти, который взял за образец фасад церкви Джезуати своего учителя Джорджо Массари.
В 1810 году, во времена оккупации Наполеона, приход был упразднён, а его территория присоединена к новому приходу Кармини, филиалом которого стала церковь. В конце двадцатого века храм был преобразован в постоянное выставочное пространство, посвящённое «Музею машин Леонардо да Винчи».

## Архитектура и произведения искусства
Фасад церкви, возведённый в 1749 году, выполнен в классическом стиле с высокими коринфскими полуколоннами на высоком цоколе и треугольным фронтоном, спроектированным Лоренцо Боскетти. Внутри церковь имеет один нефную с шестью боковыми алтарями — тремя справа и тремя слева, все они украшены росписями, за исключением одного, и квадратным в плане пресвитерием.
В первом алтаре слева находится картина «Святое Семейство», приписываемое Паоло Веронезе. В следующем алтаре слева: «Святые Якопо, Франческо и Антонио Абате», алтарный образ начала XVI века школы Джорджоне, приписываемый брешианским художникам Джованни и Бернардо д’Азола.
На боковых стенах пресвитерия находятся две картины Якопо Пальмы Младшего: «Тайная вечеря» и «Восхождение на Голгофу», а над главным алтарём — запрестольный образ с изображением «Святого Варнавы и святых» школы Тициана. На потолке находятся две большие фрески, обе датируемые XVIII веком и приписываемые Костантино Чедини: «Вера» над главным алтарем и «Слава Святого Варнавы» на своде нефа.

## В кинематографе
В фильме «Индиана Джонс и последний крестовый поход» церковь (только снаружи) использовалась в качестве декорации для воображаемой библиотеки (внутренние помещения снимались в павильоне). Площадь Сан-Барнаба перед церковью использовалось для съемок сцены в фильме, в которой главный герой, войдя в (несуществующее) подземелье, выходит из люка в центре поля.